# Thomas Litscher
Thomas Litscher (14 de mayo de 1989) es un deportista suizo que compite en ciclismo de montaña en la disciplina de campo a través.
Ganó seis medallas en el Campeonato Mundial de Ciclismo de Montaña entre los años 2007 y 2022, y siete medallas en el Campeonato Europeo de Ciclismo de Montaña entre los años 2007 y 2025.

## Medallero internacional
| Campeonato Mundial | Campeonato Mundial         | Campeonato Mundial | Campeonato Mundial         |
| Año                | Lugar                      | Medalla            | Competición                |
| ------------------ | -------------------------- | ------------------ | -------------------------- |
| 2007               | Fort William (Reino Unido) | Medalla de oro     | Campo a través por relevos |
| 2010               | Mont-Sainte-Anne (Canadá)  | Medalla de oro     | Campo a través por relevos |
| 2011               | Champéry (Suiza)           | Medalla de plata   | Campo a través por relevos |
| 2017               | Cairns (Australia)         | Medalla de bronce  | Campo a través             |
| 2020               | Leogang (Austria)          | Medalla de bronce  | Campo a través por relevos |
| 2022               | Les Gets (Francia)         | Medalla de bronce  | Campo a través corto       |
| Campeonato Europeo |                            |                    |                            |
| Año                | Lugar                      | Medalla            | Competición                |
| 2007               | Capadocia (Turquía)        | Medalla de oro     | Campo a través por relevos |
| 2009               | Zoetermeer (Países Bajos)  | Medalla de plata   | Campo a través por relevos |
| 2010               | Haifa (Israel)             | Medalla de oro     | Campo a través por relevos |
| 2011               | Dohňany (Eslovaquia)       | Medalla de plata   | Campo a través por relevos |
| 2020               | Monteceneri (Suiza)        | Medalla de bronce  | Campo a través por relevos |
| 2024               | Cheile Grădiștei (Rumania) | Medalla de bronce  | Campo a través por relevos |
| 2025               | Melgaço (Portugal)         | Medalla de plata   | Campo a través corto       |